# 緬甸的孟加拉族印度教徒
孟加拉裔印度教徒，在緬甸的歷史可以追溯到中世紀，當時阿拉干王國的國王帶來了孟加拉婆羅門作為占星家，而多姆人則作為佛塔的清潔工人。
在英國吞併緬甸貢榜王國之後，孟加拉印度教徒以各種身份抵達緬甸。一大部分是政府中的白領高管，而較小比例則是各種項目的勞動者。到了20世紀20年代，孟加拉印度教徒在仰光，曼德勒，毛淡棉，勃生和實兌等城市中心構成了一個繁榮的社區。從20世紀30年代後期的反印度運動開始，孟加拉印度教徒開始離開緬甸。獨立後，尤其是1962年緬甸政變後，大量孟加拉印度教徒前往印度。
目前，孟加拉語印度人口集中在仰光和實兌市以及若開邦的一些半城市和農村地區。各種來源的估計人口在10,000到56,000之間。根據1982年的法律，孟加拉印度教徒不被視為正式公民，但有權持有國家核發的身份證(不同於屬非法移民的羅興亞人)。

## 識別
在緬甸，羅興亞人的公民身份問題導致了孟加拉印度教徒中的身份危機。雖然羅興亞人更願意使用羅興亞一詞來表明自己，但緬甸當局堅持使用孟加拉人這個術語來表示羅興亞人。 由於羅興亞人被認為是孟加拉國的非法移民，因此若開邦的孟加拉語印度教徒避免使用孟加拉人來表明自己的身份。他們更喜歡將自己稱為印裔緬甸人。
最近，孟加拉語印度教徒開始戴著小臂章和穿著一些衣服，以區別於羅興亞人。

## 逼害
1962年政變後，估計有30萬印度人被迫離開緬甸。遣返者包括大量來自東巴基斯坦的孟加拉語印度教徒。孟加拉印度教徒返回者在西孟加拉邦Kamarhati，Barasat，Bongaon和Hasnabad四個營地定居。